# 阪本壽明
阪本壽明（さかもと としあき、1947年1月1日 - ）は、日本の政治家。元愛媛県北宇和郡松野町長。旭日双光章受章。

## 経歴
北宇和郡松野町生まれ。愛媛県立北宇和高等学校卒業。元松野町助役として柳野大和町長の下、町政の一翼を担った。平成の市町村合併の枠組みに関して、北宇和郡広見町・日吉村との合併協議会を離脱後、枠組みのあり方が最大の争点となった2004年の町長選挙に宇和島市中心の「大きな合併」を唱えたが、鬼北地域での「小さな合併」を唱えた岡武男に58票の小差で敗れた。
岡町長の任期満了に伴う2008年の町長選挙に再び出馬、元町幹部をはじめとした役場OB等の支援を受け、現職の岡を破り、初当選した。この選挙では、既に、鬼北町（広見町・日吉村の合併により成立）との「編入合併」の協議が合併の時期を詰めるまで進んでいたこともあり、阪本・岡両候補共に鬼北町との円滑な合併実現を公約とした。

## 栄典
2017年秋の叙勲で地方自治功労により旭日双光章を受章。